# ギャビン (モデル)
ギャビン（Gavin, 1995年1月11日 - ）は、アメリカ合衆国の男性ファッションモデル、タレント。モデルとしてはアクティバモデルエージェンシー、タレントとしてはグレープカンパニーに所属。アメリカ合衆国フロリダ州出身。本名はギャヴィン・リーランド・グールド＝チデスター（Gavin Leland Gould-Chidester）。

## 来歴・人物
4人兄弟の末っ子で両親共に医師、兄と姉が弁護士、もう1人の姉がアメリカ政府のエージェントという家庭環境で育つ。高校在学中、病で自宅療養している間にコンピュータゲームに熱中し、フロリダ州の大会で優勝するほどのゲーマーとなった。高校卒業後、2013年の来日時にスカウトされ、モデル業を開始。グッチやエルメスといったハイブランドを始め、数々の有名ブランドに起用された。
2017年に明治大学経営学部に入学し、同明大生のきたばとお笑いコンビ「まかろにステーション」を結成。グレープカンパニーに所属し、結成数か月にしてTOP1グランプリ2018で3位入賞（学生部門）した。
2022年現在までは「まかろにステーション」として日本のテレビへの出演が何度かあり、また日本テレビの番組『世界の果てまでイッテQ!』のコーナー「ギャビンのボランティア旅」では、ギャビンが単独で出演している。
2023年からは上田航平（元ゾフィー）のYouTubeチャンネルにて、アメリカン・コメディを解説する役割でレギュラー出演している。
2025年4月に「まかろにステーション」を解散してピン芸人となる。
座右の銘として『運も実力の内』を掲げている。

## モデル活動

### ブランド
- グッチ
- エルメス
- ディーゼル
- サン・ローラン・パリ
- ユナイテッドアローズ
- LAD MUSICIAN
- EMMA CLOTHES
- フルーツオブザルーム
- OVER THE STRiPES
- ZUCCa
- ETHOSENS
- Rocky Mountain Featherbed
- Champion
- UNIQLO
- BEAMS
- Converse

etc

### ショー
- 東京コレクション（Amazon Fashion Week TOKYO）2017 S/S
- 東京コレクション（Amazon Fashion Week TOKYO）2017 A/W
- 東京ガールズコレクション 2018 A/W

### 雑誌
- CLUÉL homme（ザ・ブックス パブリッシング）
- Pen
- POPEYE
- men's FUDGE
- GRIND
- EYESCREAM
- ViVi
- ゼクシィ

## 出演

### テレビ番組
- YOUは何しに日本へ?（2018年、テレビ東京）
- ウチのガヤがすみません!（2018年、日本テレビ）
- ポケモンの家あつまる?（2018年、テレビ東京）
- メッセンジャーの○○は大丈夫なのか?（2018年、毎日放送）
- 世界の果てまでイッテQ!（2021年4月18日[5]、11月14日[6]、2022年1月30日[7]、6月12日[8]、2023年4月9日[9]）

### テレビドラマ
- もみ消して冬〜わが家の問題なかったことに〜（2018年、日本テレビ） - 息子 役

### ウェブテレビ
- ドラゴンクエストX TV（2019年2月19日、ニコニコ生放送）